# Gonyosoma oxycephalum
Gonyosoma oxycephalum är en ormart som beskrevs av Boie 1827. Gonyosoma oxycephalum ingår i släktet Gonyosoma och familjen snokar. Internationella naturvårdsunionen kategoriserar arten globalt som livskraftig. Inga underarter finns listade i Catalogue of Life.
Arten är oftast grön till ljusgrön men det finns även individer som är gråaktiga, bruna eller rödbruna. Svansen har vanligen en annan färg än bålen och den är inte grön. Med en längd omkring 1,7 meter är denna orm ganska stor. Vid ögonen finns en mörk horisontal strimma som skiljer den mörkare ovansidan från den ljusa hakan och strupen. Gonyosoma oxycephalum har stora ögon med en rund pupill. Liksom flera nära besläktade ormar har arten en blå tunga. Fjällen på bålen är släta och de har vanligen en svart kant. Bålen har en på sidan avplattad form. Hos individer som känner sig hotade är halsen ännu plattare.
Denna orm förekommer i Sydostasien från Myanmar, Thailand, Laos och centrala Vietnam över Malackahalvön till Filippinerna, Borneo och Java. Den når i bergstrakter 1100 meter över havet. Som habitat föredras skogens kanter eller återskapade skogar. Dessutom besöks odlingsmark, trädgårdar och mangrove.
Gonyosoma oxycephalum är dagaktiv och den klättrar i träd. Arten jagar ödlor, småfåglar, fladdermöss och andra mindre däggdjur. Honor lägger 5 till 12 ägg per tillfälle. Denna orm biter gärna när den överraskas men den är ogiftig.